# Osiedla Szydłowca

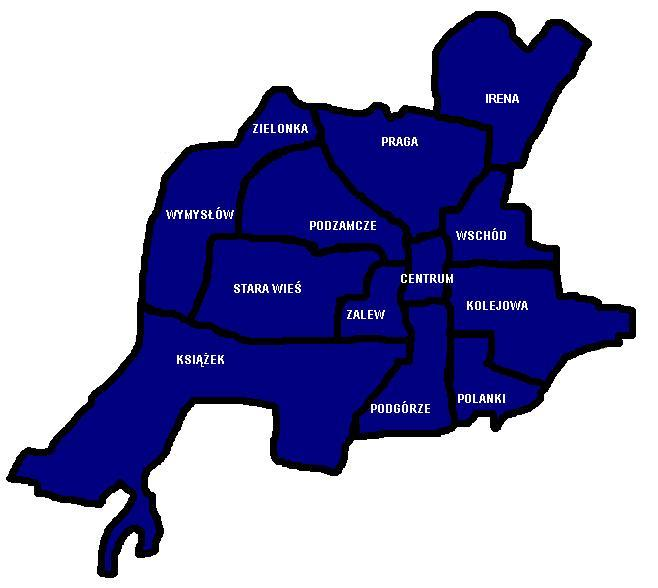
Dzielnice Szydłowca na mapie miasta

Osiedla Szydłowca – dzielnice, osiedla oraz obszary zabudowy znajdujące się na terenie miasta Szydłowca, które posiadają znaczenie kulturowo-gospodarcze, nie jest to jednak podział administracyjny.

## Osiedla obecnie
W Szydłowcu nie istnieją osiedla jako jednostki administracyjne. Są to jedynie zwyczajowe, głęboko zakorzenione w świadomości mieszkańców części miasta. Część z nich to dawne miejscowości i przedmieścia włączone w obręb miasta. Są nimi:
- Os. Nad Zalewem
- Os. Kolejowa
- Polanki
- Os. Kościuszki
- Książek
- Podgórze
- Podzamcze
- Praga
- Irena
- Stare Miasto
- Os. Wschód
- Stara Wieś
- Wymysłów i Zielonka

## Osiedla dawniej
Oficjalny podział miasta na dzielnice istniał już na pocz. XVI w. Wtedy to istniały cztery dzielnice:
- Podzamcze
- Śródmieście
- Składów
- Skałka